# トーマス・ホルム
トーマス・ホルム（Thomas Holm 1978年 - ）はデンマークのシンガーソングライターであり、歌手。
ホルムはコペンハーゲンで生まれ、ケレロプ（Kjellerup）育ち。ホルムの音楽経歴はコペンハーゲン大学政治学部の大学院生時代に始まり、2009年に彼のメジャーデビュー作品となるシングル『Nitten（ニテン）』がリリースされ、デンマークラジオ局でヘビーローテーションされている。また、このファーストシングルはデンマークのハイチ地震救済ソングとして提供されており、同時に地震救済目的で始まったトリビュート・アルバムである「En Hyldest Til Sebastian」に参加し、1983年の楽曲『80'ernes Boheme』を現代風アレンジにカヴァーしている。
2010年4月にコペンハーゲン・レコードから「ヘンリク・バリング」プロデュースによるデビューアルバム『Middelklassehelt（ミドルクラスヒーロー）』がリリースされた。